# میخ
میخ وسیله‌ای است مصرفی که در مهندسی، کارهای چوبی، کارهای ساختمانی و غیره به‌کار می‌رود. میخ یک مفتول فلزی (غالباً آهنی) است. معمولاً یک رأس نوک تیز برای فرورفتن و یک قاعده پَخ برای ضربه خوردن دارد. میخ به‌عنوان موصول و محکم‌کننده بین دو شی استفاده می‌شود.
میخ‌ها برحسب موارد استفاده آن‌ها می‌توانند از آهن، فولاد، فلز برنج یا آلومینیوم ساخته شوند. برای وارد کردن میخ به قطعات مورد نظر عموماً از چکش‌های دستی یا چکش‌های بادی (که با نیروی باد کار می‌کنند) استفاده می‌شود. گاهی برحسب نیاز، ممکن است سر میخ وارد شده را کج کنند تا امکان بیرون کشیده شدن آن نباشد. میخ‌های فولادی به خاطر استحکام زیادی که دارند بیشتر استفاده می‌شوند ولی در فشارهای بالاتر خم می‌شوند. معمولاً میخ‌های فولادی را با روکش روی (گالوانیزه) تولید می‌کنند تا در برابر رطوبت مقاوم‌تر شود.